# Mus mahomet
Mus mahomet är en däggdjursart som beskrevs av Samuel N. Rhoads 1896. Mus mahomet ingår i släktet Mus och familjen råttdjur. Inga underarter finns listade i Catalogue of Life.
Arten lever i Etiopien och Eritrea. Enstaka fynd gjordes i Uganda och Kenya, men deras taxonomiska status behöver översyn. Den vistas i bergstrakter och i höglandet mellan 1500 och 3400 meter över havet. Habitatet utgörs av buskskogar, gräsmarker och skogar.
Arten blir 6,3 till 7,3 cm lång (huvud och bål), har en 4,6 till 6,0 cm lång svans och väger 6 till 13 g. Bakfötterna är cirka 1,5 cm långa och öronen är 0,9 till 1,3 cm stora. Håren som bildar den korta och lite styva pälsen på ovansidan är gråa nära roten och bruna eller ljusbruna vid spetsen vad som ger ett spräckligt utseende. Gränsen mot undersidans päls utgörs av en smal orangebrun till sandbrun linje. Själva pälsen på undersidan är vit och den kan ha inslag av orange. På svansen förekommer fjäll och några glest fördelade hår. Mus mahomet saknar ljusa fläckar kring öronen.
Individerna är aktiva på natten och de äter frön samt insekter. Exemplar av Mus mahomet var i augusti parningsberedda och honor hade i januari aktiva spenar.
Populationen påverkas i viss mån av skogsbruk. Utbredningsområdet är stort. IUCN kategoriserar arten globalt som livskraftig.